# خروار
خَرْوار واحد سنتی ایرانی برای وزن/جرم است، معادل صد من تبریز. پس از استاندارد شدن واحدها در ایران، خروار را ۳۰۰ کیلوگرم می‌گیرند.

در حساب سیاق ایرانی، خروار به‌همراه من دو پسوندی هستند که سیاق جنسی را تشکیل می‌دهند.